# Titularbistum Lacedaemonia
Lacedaemonia (ital.: Lacedemonia) ist ein Titularbistum der römisch-katholischen Kirche.
Es geht zurück auf ein frühchristliches Bistum auf dem Peloponnes gelegen. Es gehörte der Kirchenprovinz Patrasso an.
Die Stadt Lacedaemonia selbst verdankte ihr Entstehen den Spartanern, welche das Gebiet zwischen 735 v. Chr. und 715 v. Chr. eroberten. Ursprünglich ohne eigene Stadtmauern, wurde Lacedaemonia um 600 v. Chr. zu einem Militärlager.
| Titularbischöfe von Lacedaemonia |                                                                  |                                                                        |                    |                  |
| Nr.                              | Name                                                             | Amt                                                                    | von                | bis              |
| 1                                | Johann Brunetti                                                  | Weihbischof in Breslau, Königreich Böhmen (heute Polen)                | 17. September 1694 | 28. März 1703    |
| 2                                | Pedro Francisco Levanto Vivaldo                                  | Weihbischof in Sevilla (Spanien)                                       | 4. Juni 1703       | 8. Juli 1715     |
| 3                                | Valerious da Costa e Gouveia Titularerzbischof pro hac vice      | Weihbischof in Lissabon (Portugal)                                     | 19. Dezember 1740  | 23. Oktober 1742 |
| 4                                | José Dantas Barbosa Titularerzbischof pro hac vice               | Weihbischof in Lissabon (Portugal)                                     | 11. März 1743      | 1770             |
| 5                                | Antonio Bonifacio Coelho Titularerzbischof pro hac vice          | Weihbischof in Lissabon (Portugal)                                     | 6. August 1770     | 1780             |
| 6                                | Antonio Cayetano Maciel Calheiros Titularerzbischof pro hac vice | Weihbischof in Lissabon (Portugal)                                     | 18. September 1780 | 1819             |
| 7                                | Tito Trocchi Titularerzbischof pro hac vice                      | Kurienerzbischof                                                       | 9. Dezember 1915   | 12. Februar 1947 |
| 8                                | Antônio Julio Maria Mattioli SM                                  | Prälat von São Peregrino Laziosi no Alto Acre e Alto Purus (Brasilien) | 10. Juni 1948      | 13. April 1962   |
| 9                                | José de Jesús García Ayala                                       | Weihbischof in Campeche (Mexiko)                                       | 21. Mai 1963       | 27. August 1967  |